# Cupa Scoției
Cupa Scoției (în engleză: The Scottish Football Association Challenge Cup sau Scottish Cup) este cea doua competiție ca importanță din Scoția. Prima ediție a Cupei Scoției a avut loc în sezonul 1873-74. Prima câștigătoare a trofeului a fost Queen's Park Football Club.

## Deținătorele trofeului
| Club                                       | Nr. de Trofee | Anul ultimului trofeu |
| ------------------------------------------ | ------------- | --------------------- |
| Celtic Football Club                       | 42            | 2024                  |
| Rangers Football Club                      | 34            | 2022                  |
| Queen's Park Football Club                 | 10            | 1893                  |
| Heart of Midlothian Football Club          | 8             | 2012                  |
| Aberdeen                                   | 8             | 2025                  |
| Vale of Leven Football Club                | 3             | 1879                  |
| Clyde Football Club                        | 3             | 1958                  |
| St. Mirren Football Club                   | 3             | 1987                  |
| Kilmarnock Football Club                   | 3             | 1997                  |
| Hibernian Football Club                    | 3             | 2016                  |
| Renton                                     | 2             | 1888                  |
| Third Lanark                               | 2             | 1905                  |
| Falkirk Football Club                      | 2             | 1957                  |
| Dunfermline Athletic Football Club         | 2             | 1968                  |
| Motherwell Football Club                   | 2             | 1991                  |
| Dundee United Football Club                | 2             | 2010                  |
| St. Johnstone Football Club                | 2             | 2021                  |
| Dumbarton Football Club                    | 1             | 1883                  |
| St. Bernard's Football Club                | 1             | 1895                  |
| Dundee Football Club                       | 1             | 1910                  |
| Partick Thistle                            | 1             | 1921                  |
| Morton Football Club                       | 1             | 1922                  |
| Airdrieonians Football Club                | 1             | 1924                  |
| East Fife Football Club                    | 1             | 1938                  |
| Inverness Caledonian Thistle Football Club | 1             | 2015                  |